# Jerzy Hauziński
Jerzy Hauziński (ur. 7 kwietnia 1945 w Poznaniu, zm. 24 grudnia 2020) – polski historyk mediewista i orientalista.

## Życiorys
Był synem poznańskiego cukiernika. W 1970 ukończył studia historyczne na Uniwersytecie Adama Mickiewicza w Poznaniu, a w 1973 obronił pracę doktorską. Habilitował się w 1977 w Instytucie Historii UAM na podstawie rozprawy Polityka orientalna cesarza Fryderyka II Hohenstaufa. Pracował na Uniwersytecie Wrocławskim, a od 1988 w Akademii Pomorskiej w Słupsku. W latach 1991–1994 wykładał historię krajów muzułmańskich w Instytucie Filologii Orientalnej Uniwersytetu Jagiellońskiego.
W ostatnim okresie życia był profesorem zwyczajnym w Instytucie Historii Akademii Pomorskiej w Słupsku (rektor w latach 1997–2002). Jego zainteresowania badawcze skupiały się na średniowiecznej historii świata muzułmańskiego. Od 1988 był członkiem Komitetu Nauk Orientalistycznych Polskiej Akademii Nauk. Zmarł 24 grudnia 2020, po zakażeniu koronawirusem COVID-19. W dniu 30 grudnia 2020 został pochowany na Starym Cmentarzu w Słupsku.
W 2001 został odznaczony Krzyżem Kawalerskim Orderu Odrodzenia Polski.

## Wybrane publikacje
- (redakcja) Islam w feudalnych państwach arabskich i krajach ościennych (VII–XV w.), wybór, przekład i oprac. Jerzy Hauziński, Poznań: UAM 1976.
- Muzułmańska sekta asasynów w europejskim piśmiennictwie wieków średnich, Poznań: UAM 1978.
- Polityka orientalna Fryderyka II Hohenstaufa, Poznań: Wydawnictwo Naukowe UAM 1978.
- W kręgu uniwersalizmu średniowiecznego „Sacrum Imperium Romanum”: apogeum i załamanie niemieckiej polityki imperialnej w pierwszej połowie XIII wieku, Słupsk: WSP 1988.
- (redakcja) Kraje i kultury śródziemnomorskie, wybór Jerzy Hauziński, Poznań: Wydawnictwo Naukowe UAM 1990 (Średniowiecze powszechne od VI do połowy XV wieku : wykaz tekstów źródłowych, t. 1).
- Burzliwe dzieje Kalifatu Bagdadzkiego, Warszawa – Kraków: Wydawnictwo Naukowe PWN 1993.
- (współautor: Jan Leśny), Historia Albanii, Wrocław: Zakład Narodowy im. Ossolińskich 1992 (wyd. 2 zmienione – 2009).
- Imperator „końca świata”. Fryderyk II Hohenstauf (1194–1250), Gdańsk: „Marpress” 2000.
- (wstęp) Jean de Joinville, Czyny Ludwika Świętego króla Francji, słowo wstępne Jerzy Hauziński, przekł. i komentarz Marzena Głodek, Warszawa: „Dialog” 2002 (wyd. 2 – 2004).
- Irańskie intermezzo. Dzieje Persji w średniowieczu (VII – koniec XV w.), Toruń: Wydawnictwo Adam Marszałek 2008.
- Fryderyk II Hohenstauf. Cesarz rzymski, Wydawnictwo Poznańskie, 2015
- Asasyni. Legendarni zabójcy w czasach krucjat, Poznań: Wydawnictwo Poznańskie, 2016.